# Hanyalu, Arkalgud
Hanyalu là một làng thuộc tehsil Arkalgud, huyện Hassan, bang Karnataka, Ấn Độ.